# 니시구 (요코하마시)
니시구(일본어: 西区 니시쿠[*])는 일본 가나가와현 요코하마시를 구성하는 18개 구 중 하나이다. 구는 요코하마역부터 일본에서 가장 높은 빌딩인 요코하마 랜드마크 타워가 있는 신 미나토미라이21 복합단지까지 뻗어 있는 주요 상업 중심지를 포함한다.

## 지리
구의 중앙은 저지대이고 북단과 남단은 고지대이다. 미나토미라이21 복합단지는 매립지에 세워졌다. 니시구는 요코하마의 다른 4개의 구인 나카구, 미나미구, 호도가야구, 가나가와구에 둘러싸여 있다.

## 역사
이 지역은 한때 무사시국(현 가나가와현)의 구라키군과 다치바나군에 속했다. 구는 예전에 도카이도의 역참이었던 가나가와주쿠와 호도가야주쿠를 포함하고 있다. 1901년과 1911년에 다치바나군의 일부가 요코하마시에 편입되었다. 요코하마의 구들은 1927년에 설립되었고 이 지역은 가나가와구와 나카구의 일부가 되었다. 1944년에 니시구가 설치되었다.

## 교통
- 동일본 여객철도
  - 도카이도선
  - 요코스카선
  - 쇼난 신주쿠 라인
  - 네기시선

- 도큐 전철
  - 도요코선

- 게이힌 급행 전철
  - 본선

- 사가미 철도
  - 본선

- 요코하마시 교통국(요코하마 시영 지하철)
  - 블루 라인

### 도로
- 수도고속도로
- 국도 1호선
- 국도 16호선